# Guillermo Martínez Ayala
Guillermo Martínez Ayala (Celaya, Guanajuato, México, 15 de marzo de 1995) es un futbolista mexicano. Juega como delantero y actualmente es jugador del Club Universidad Nacional de la Primera División de México.

## Trayectoria

### Club de Fútbol Pachuca
Ingresó a las Fuerzas Básicas del Pachuca en el año 2009, donde comenzó a tener excelentes actuaciones en fuerzas inferiores, Sub-15 llamó la atención de los visores al primer equipo del Pachuca, donde decidieron probarlo en Pachuca Juniors y fuerzas básicas, Sub-17 y Sub-20.
Al tener buenas actuaciones en fuerzas básicas fue llamado al primer equipo por Enrique Meza en ese tiempo técnico del Pachuca, donde hace pretemporada de cara al Apertura 2014, donde lo registraron con el dorsal 22.
Lo debutó Diego Alonso con el Pachuca en el Clausura 2015. Entró por Jürgen Damm, visitando a las Chivas.

### Lobos de la BUAP
En el draft del Ascenso MX, se confirma el préstamo del Guillermo Martínez a los Lobos de la BUAP por 1 año sin opción a compra, donde solo tuvo muy poca actividad con la suma de 15 partidos y solo 3 goles.

### Coras Fútbol Club
Sin tener casi minutos de juego con Lobos de la BUAP, para el draft  Ascenso MX Guillermo pasa al Coras Fútbol Club en calidad de préstamo, por 6 meses de cara al Apertura 2016. Tuvo destacadas actuaciones con los Coras con un total de 17 partidos jugados y 8 goles anotados, anotó un hat-trick ante Loros de Colima terminando como goleador del equipo

### Club Deportivo Guadalajara
El 12 de diciembre de 2016, se anuncia su llegada al Club Deportivo Guadalajara, en calidad de cedido por 1 año con opción a compra, siendo el segundo refuerzo de las Chivas de cara al Clausura 2017. El 30 de mayo de 2017, no entró en planes de Matías Almeyda por lo que ficha con los Mineros de Zacatecas.

## Clubes
| Club                       | País                | Año             | Partidos | Goles | Media |
| -------------------------- | ------------------- | --------------- | -------- | ----- | ----- |
| Club de Fútbol Pachuca     | México              | 2015            | 8        | 0     | 0.09  |
| Lobos BUAP                 | México              | 2016            | 15       | 3     | 0.25  |
| Coras de Tepic             | México              | 2016            | 17       | 8     | 0.42  |
| Club Deportivo Guadalajara | México              | 2017            | 8        | 0     | 0     |
| Mineros de Zacatecas       | México              | 2017 - 2019     | 60       | 29    | 0.46  |
| Cafetaleros de Chiapas     | México              | 2019 - 2020     | 19       | 5     | 0.23  |
| Celaya F. C.               | México              | 2020            | 16       | 7     | 0.23  |
| Club Puebla                | México              | 2021 - 2023     | 89       | 23    | 0.11  |
| Pumas de la UNAM           | México              | 2023 - Presente | 25       | 19    | 0.36  |
| Total en su carrera        | Total en su carrera | 2015 - 2023     | 252      | 84    | 0.33  |

## Selección nacional

### Sub-20
Levantó el trofeo del Campeonato Sub-20 de la Concacaf de 2011, siendo capitán y uno de los jugadores más importantes para la Selección Menor portando el dorsal 9.

### Absoluta
El 11 de diciembre de 2023, tras sus buenas actuaciones en el Puebla –al ser uno goleadores del torneo– fue convocado por Jaime Lozano, para el amistoso contra Colombia. Debuta el 16 de diciembre del 2023, dando una asistencia y anotando en su debut con la selección.

## Palmarés

### Campeonatos nacionales
| Título  | Club        | País   | Año  |
| ------- | ----------- | ------ | ---- |
| Copa MX | Guadalajara | México | 2017 |
| Liga MX | Guadalajara | México | 2017 |

### Títulos internacionales
| Título                          | Club (*) | País     | Año  |
| ------------------------------- | -------- | -------- | ---- |
| Liga de Naciones de la Concacaf | México   | Concacaf | 2025 |

(*) Incluyendo la Selección